# 獣害

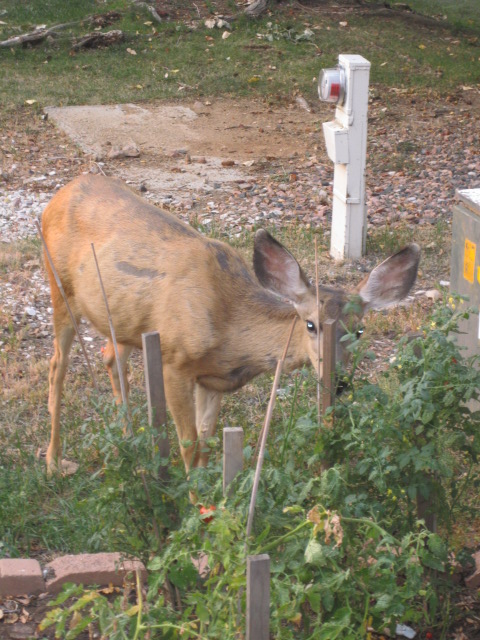
トマトを食べる鹿

獣害（じゅうがい）とは、野生動物（獣=けもの）によって起こる被害のこと 。

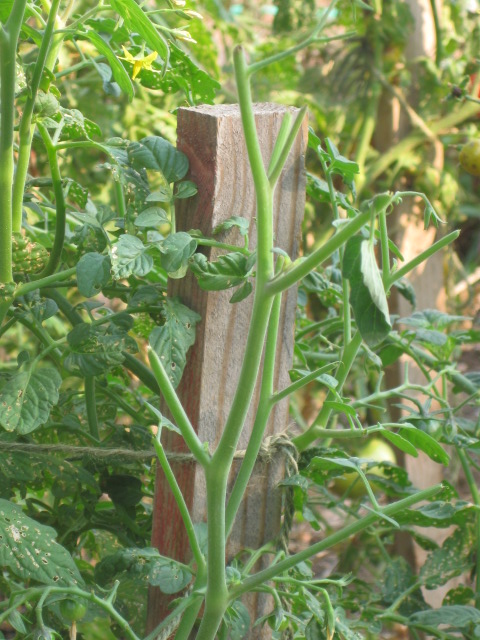
鹿害を受けたトマト。

俗に害獣と呼ばれるイノシシやシカ、クマ、サル、アライグマ、ヌートリア、ネズミ、ハクビシンなどの野生動物が、餌を食べる「採食行動」や、餌を探す「探求行動」などの行動によって、人間が受ける被害のことを指すことが多い。
獣害は、以下の4種類に大きく分かれる。
- 農業被害 - 害獣の採食行動や探求行動により、農業が直接的または間接的に受ける被害。
- 人的被害 - 害獣が人を威嚇・攻撃し、人が死傷する被害[4] [5] [6] [7]。
- 家屋被害 - 害獣が、家屋や家畜小屋に侵入することなどによる被害。
- 生態被害 - 過剰な捕食による生物や植物の絶滅危惧や、生態系への深刻な悪影響[8] [9]。

密林や森林、河川、海洋等における開発や、地球規模での気候変動の影響で、野生動物の自然環境で生活する圏内で、人畜を含めた生態系の調律の崩れることを起因とする。

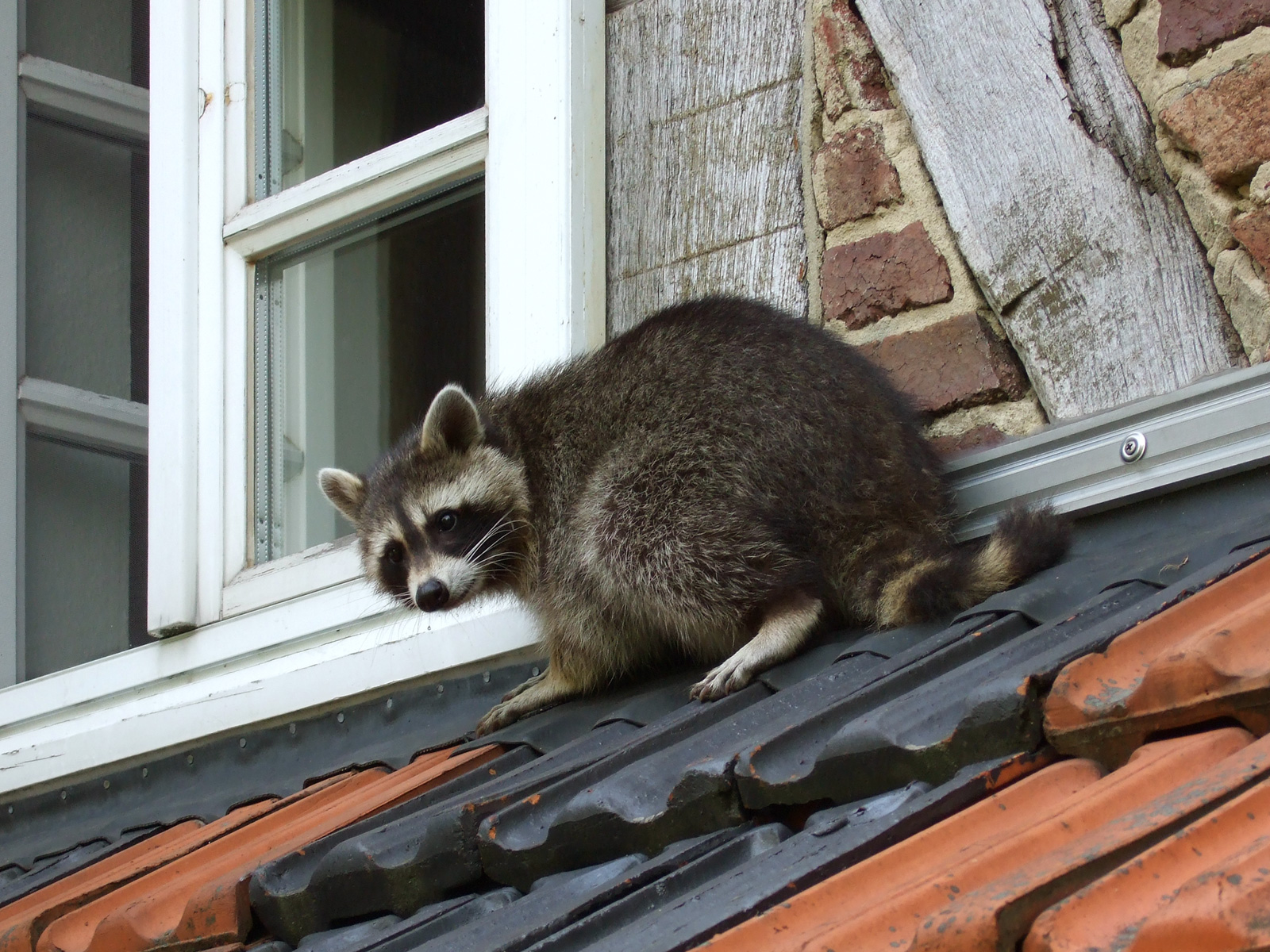
屋根の上のアライグマ。

## 対策

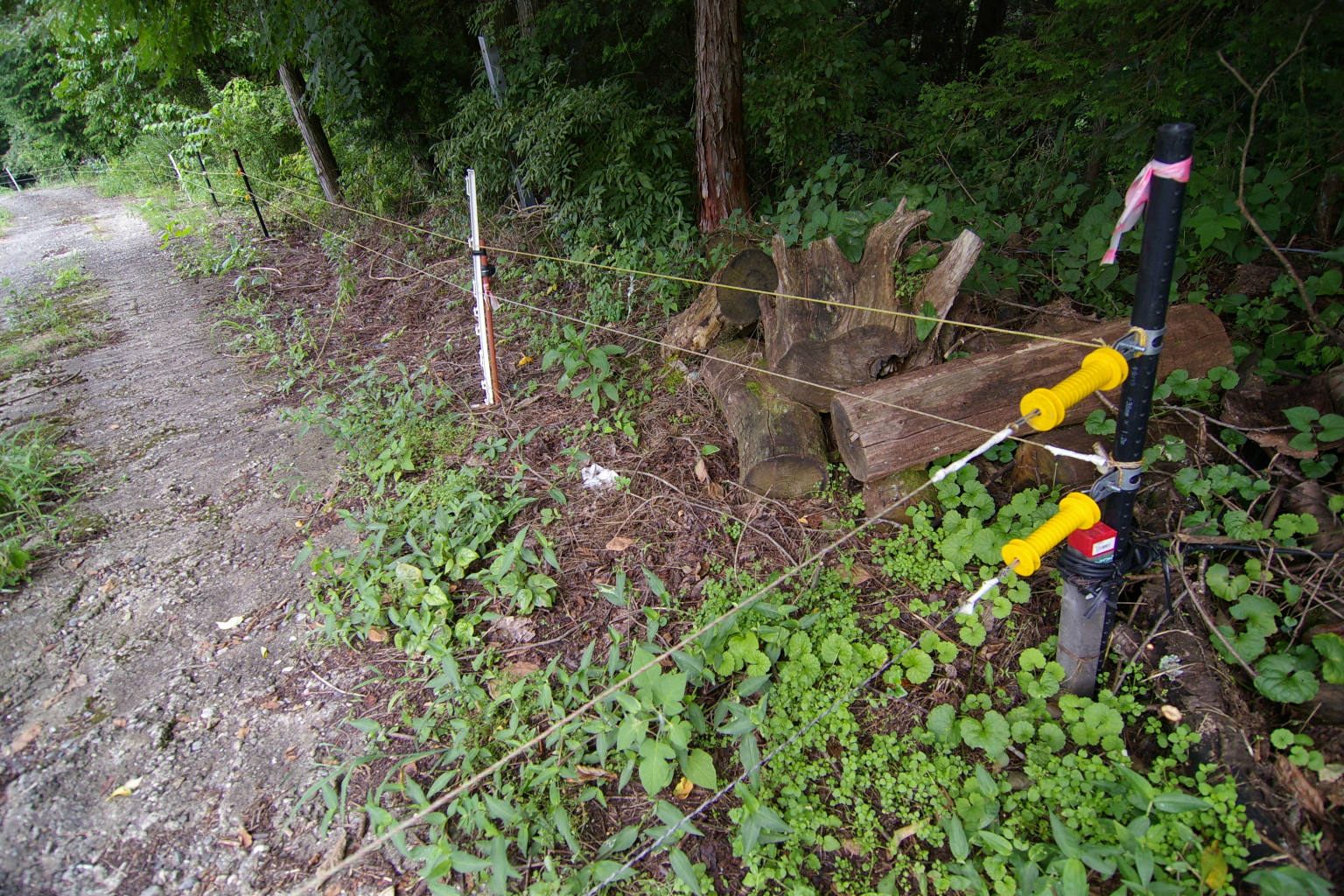
野生動物の侵入防止に使用する、農業用電気柵

日本では、年間150～200億円ほどの獣害被害が出ており、対策が急務となっている。被害をゼロにすることは現実的ではないが、たとえば対策費を10億円ほど増やして、被害を50～70％ほどに抑える方法が考えられる。
農家や林業などでも、独自に害獣対策を行っている所が多いが、高齢化に伴って獣害対策にまで手が回らなくなり、繁殖ペースのほうが上回ってしまう地域なども少なくない。
また、駆除を請け負っている猟師・わな猟免許取得者への報酬や待遇が充分でなく、移動のためのガソリン代、弾薬代などが賄えるだけの報酬しかもらえず、ほとんど利益にならない場合もあるなどの問題点も指摘されている。

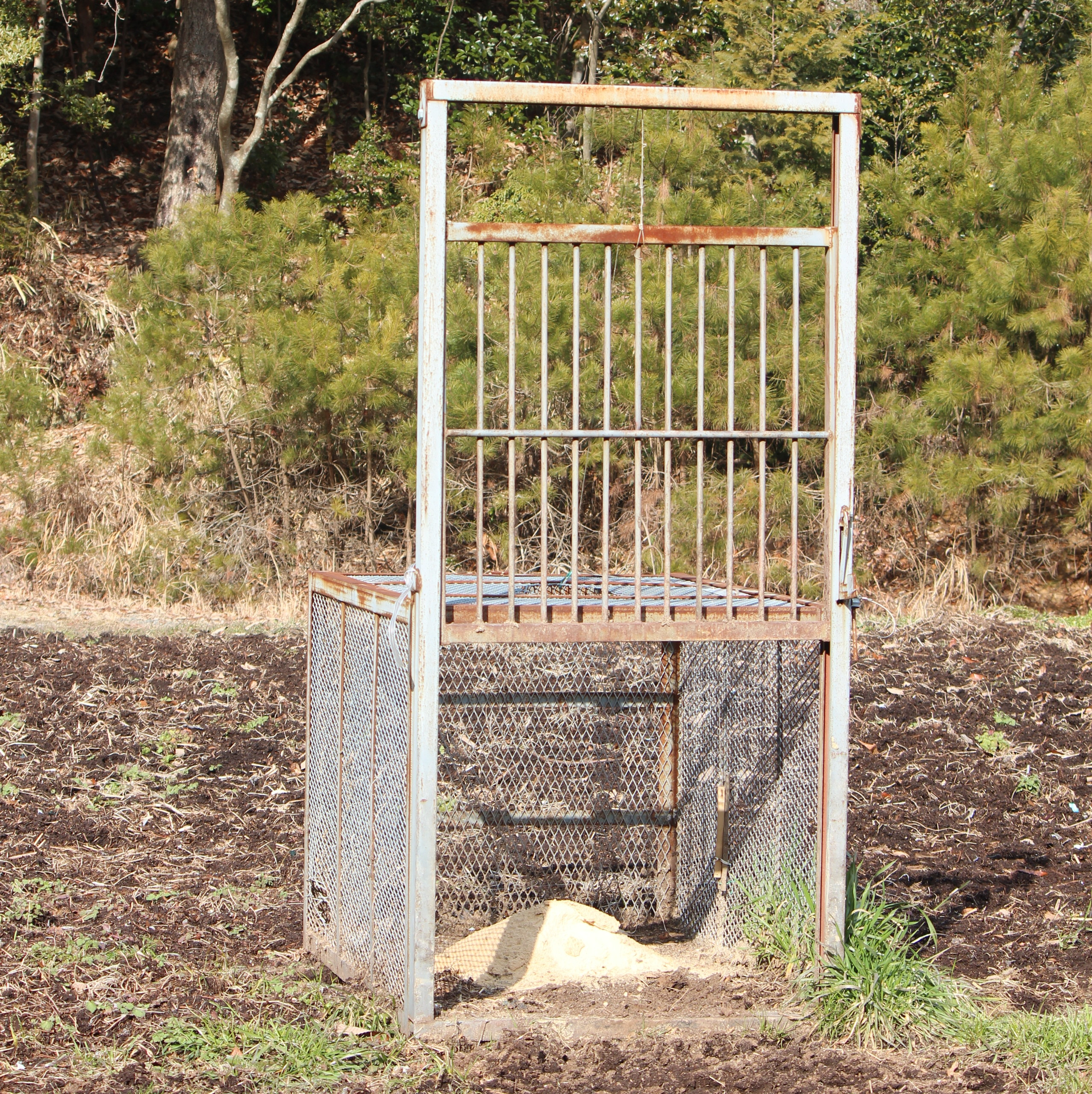
害獣捕獲のための箱ワナ